# Marco Etcheverry
Marco Antonio Etcheverry Vargas (ur. 26 września 1970 w Santa Cruz) – piłkarz boliwijski grający na pozycji ofensywnego pomocnika.

## Kariera klubowa
Pierwsze treningi piłkarskie Etcheverry podjął w szkole piłkarskiej Tahuichi, wywodzącej się z jego rodzinnego miasta Santa Cruz. Pierwszym jego klubem w karierze piłkarskiej był Destroyers Santa Cruz. W 1986 roku zadebiutował w jego barwach w pierwszej lidze boliwijskiej. W Destroyers grał do końca 1989 roku, a na początku 1990 przeszedł do Club Bolívar. W 1990 roku został z nim wicemistrzem, a w 1991 roku mistrzem Boliwii.
Latem 1991 roku Etcheverry odszedł do hiszpańskiego Albacete Balompié, jedynego klubu europejskiego w swojej karierze. W Primera División zadebiutował 1 września 1991 w przegranym 0:2 wyjazdowym spotkaniu z CA Osasuna. W barwach Albacete rozegrał 15 meczów i strzelił 2 gole, w meczach z: Athletikiem Bilbao (4:0) i Deportivo La Coruña (3:0). Od listopada 1991 do kwietnia 1992 pauzował z powodu kontuzji, a z Albacete zajął 7. miejsce w lidze.
Latem 1992 roku Etcheverry wrócił do Ameryki Południowej i został zawodnikiem chilijskiego CSD Colo-Colo. W 1992 roku był z nim wicemistrzem Chile, a w 1993 roku - mistrzem kraju. W 1994 roku wrócił do Boliwii i grał w Club Bolívar, z którym sięgnął po tytuł mistrza Boliwii. Z kolei w 1995 roku występował w lidze kolumbijskiej, w Américe Cali.
W 1996 roku Etcheverry podpisał kontrakt z nowo powstałą ligą Major League Soccer, a następnie został piłkarzem tamtejszego klubu D.C. United. Już w pierwszym sezonie gry w waszyngtońskim zespole wygrał MLS Cup. W finałowym meczu z Los Angeles Galaxy (3:2) zaliczył 2 asysty i został uznany najlepszym zawodnikiem finału. W tym samym roku wygrał z D.C. United U.S. Open Cup. Rok 1997 Boliwijczyk rozpoczął na wypożyczeniu w ekwadorskiej Barcelonie przyczyniając się do wywalczenia mistrzostwa Ekwadoru. W tym samym roku wrócił do D.C. United i znów wygrał MLS Cup. W 1998 roku wystąpił w przegranym 0:2 finale MLS Cup z Chicago Fire, ale za rok 1998 został uznany MVP ligi Major League Soccer. Zdobył też Puchar Mistrzów CONCACAF i Copa Interamericana. Pod koniec roku rozegrał 6 spotkań w Emeleku Guayaquil (wicemistrzostwo kraju). W 1999 roku Etcheverry wrócił do D.C. United i po raz trzeci w karierze został mistrzem Stanów Zjednoczonych. W tym samym roku był wypożyczony do Barcelony. W 2001 roku trafił na wypożyczenie do rodzimego Oriente Petrolero. W D.C. United grał do 2003 roku. W rozgrywkach Major League Soccer rozegrał 190 meczów i strzelił 34 gole. Został wybrany zarówno do Jedenastki Wszech czasów D.C. United, jak i całej ligi Major League Soccer.
W 2004 roku Etcheverry wrócił do Club Bolívar. Wystąpił w 7 spotkaniach ligowych i został mistrzem fazy Apertura. W tym samym roku zakończył karierę piłkarską w wieku 34 lat.
| Sezon   | Klub                  | Kraj              | Rozgrywki           | Mecze | Bramki |
| ------- | --------------------- | ----------------- | ------------------- | ----- | ------ |
| 1986    | Destroyers Santa Cruz | Boliwia           | LFPB                | ?     | ?      |
| 1987    | Destroyers Santa Cruz | Boliwia           | LFPB                | ?     | ?      |
| 1988    | Destroyers Santa Cruz | Boliwia           | LFPB                | ?     | ?      |
| 1989    | Destroyers Santa Cruz | Boliwia           | LFPB                | ?     | ?      |
| 1990    | Club Bolívar          | Boliwia           | LFPB                | ?     | ?      |
| 1991    | Club Bolívar          | Boliwia           | LFPB                | ?     | ?      |
| 1991/92 | Albacete Balompié     | Hiszpania         | Primera División    | 15    | 2      |
| 1992    | CSD Colo-Colo         | Chile             | Primera División    | ?     | ?      |
| 1993    | CSD Colo-Colo         | Chile             | Primera División    | ?     | ?      |
| 1994    | Club Bolívar          | Boliwia           | LFPB                | ?     | ?      |
| 1995    | América Cali          | Kolumbia          | Copa Mustang        | ?     | ?      |
| 1996    | D.C. United           | Stany Zjednoczone | Major League Soccer | 26    | 4      |
| 1997    | Barcelona SC          | Ekwador           | Serie A             | 13    | 6      |
| 1997    | D.C. United           | Stany Zjednoczone | Major League Soccer | 20    | 3      |
| 1998    | D.C. United           | Stany Zjednoczone | Major League Soccer | 29    | 10     |
| 1998    | Emelec Guayaquil      | Ekwador           | Serie A             | 6     | 0      |
| 1999    | D.C. United           | Stany Zjednoczone | Major League Soccer | 22    | 4      |
| 1999    | Barcelona SC          | Ekwador           | Serie A             | ?     | ?      |
| 2000    | D.C. United           | Stany Zjednoczone | Major League Soccer | 22    | 4      |
| 2001    | Oriente Petrolero     | Boliwia           | LFPB                | ?     | ?      |
| 2001    | D.C. United           | Stany Zjednoczone | Major League Soccer | 23    | 0      |
| 2002    | D.C. United           | Stany Zjednoczone | Major League Soccer | 24    | 3      |
| 2003    | D.C. United           | Stany Zjednoczone | Major League Soccer | 24    | 6      |
| 2004    | Club Bolívar          | Boliwia           | LFPB                | 7     | 0      |

## Kariera reprezentacyjna
W reprezentacji Boliwii Etcheverry zadebiutował 22 czerwca 1989 roku w przegranym 0:1 towarzyskim spotkaniu z Chile. W tym samym roku został powołany na swój pierwszy w karierze turniej Copa América. W 1991 roku grał w Copa América 1991, a w 1993 w Copa América 1993. Na tym drugim w meczu z Kolumbią (1:1) strzelił swoją pierwszą bramkę w reprezentacji. W 1994 roku został powołany przez selekcjonera Xabiera Azkargortę do kadry na Mistrzostwa Świata w USA. W pierwszym spotkaniu z Niemcami (0:1) wszedł na boisko w 79. minucie, a po 3 minutach gry otrzymał czerwoną kartkę za faul, która wykluczyła go z gry w pozostałych dwóch meczach Boliwii. W swojej karierze Etcheverry zaliczył także występy na Copa América 1995, Copa América 1997 (wicemistrzostwo kontynentu), Copa América 1999 i Pucharze Konfederacji 1999. Ostatni mecz w drużynie narodowej rozegrał 15 listopada 2003 przeciwko Argentynie (0:3). Ogółem w kadrze Boliwii rozegrał 71 meczów i strzelił 13 goli.

## Kariera trenerska
Po zakończeniu kariery piłkarskiej Etcheverry został trenerem. W 2009 roku prowadził ekwadorski SD Aucas Quito, a w październiku tego roku został szkoleniowcem Oriente Petrolero, w którym zastąpił Argentyńczyka Pabla Sáncheza.